# Jog
El jog es un tipo de dial usado en magnetoscopios profesionales y en algunos equipos de consumo.
Consiste generalmente en una rueda (compartida con el shuttle) que según se gira avanza o retrocede en el contenido de la cinta de vídeo. El sentido de las agujas del reloj avanza y el sentido contrario retrocede. El mecanismo interno hace que al girar el dial un número concreto de grados se avance/retroceda un frame. Es decir, mover la rueda un paso a la derecha suma un frame y moverla a la izquierda resta un frame al código de tiempo que estamos visualizando. Si no tocamos el jog, la imagen permanece en pausa.
El jog es muy útil en la edición pues permite acudir a un frame concreto.
- Datos: Q5932825